# 11006 Gilson
11006 Gilson (1980 TZ3) là một tiểu hành tinh vành đai chính được phát hiện ngày 9 tháng 10 năm 1980 bởi C. Shoemaker và E. Shoemaker ở Đài thiên văn Palomar.